# Interstate 5
L'Interstate 5 (I-5) è la principale autostrada interstatale sulla costa occidentale, parallela alla costa pacifica.
Si estende da sud a nord per 2 222,97 chilometri (1 381,29 mi) collegando il Canada con il Messico attraversando gli Stati della California, Oregon e Washington. La sua estremità meridionale, a ridosso della città messicana di confine di Tijuana, è il prosieguo della Mexico Federal Highway 1, mentre quella settentrionale si trova in Canada e prosegue come British Columbia Highway 99.
La Interstate 5 è l'unica autostrada statunitense che "tocca" sia il Messico sia il Canada; questa autostrada collega le principali città della California (San Diego, Santa Ana, Los Angeles, Oakland, San Francisco, Sacramento, Redding, Mount Shasta, Weed e Yreka), Oregon (Ashland, Medford, Grants Pass, Roseburg, Eugene, Salem e Portland) e Washington (Tacoma, Seattle, Everett, Mount Vernon e Bellingham).

## Percorso

### California
La I-5 nasce in California come continuazione della Mexico Federal Highway 1 al confine con il Messico, presso il valico di frontiera di San Ysdiro, il più trafficato dell'emisfero occidentale e uno dei più trafficati di tutto il mondo. Segue la costa della Baia di San Diego e interseca la State Route 15 vicino alla base navale di San Diego. Da qui continua passando per Downtown San Diego e per l'aeroporto internazionale prima di incrociare la I-8. La I-5 divide il campus della UC SD (Università della California - San Diego) e segue la costa pacifica attraversando la periferia settentrionale di San Diego. 
Tra Oceanside e San Clemente, per un tratto di 29 km, la I-5 passa attraverso il Marine Corps Base Camp Pendleton prima di entrare nella Contea di Orange. A Dana Point, la I-5 si allontana dalla costa e si dirige verso nord attraverso Mission Viejo fino allo svincolo El Toro Y a Irvine. Continua poi verso nord-ovest come Santa Ana Freeway attraverso diversi quartieri della Contea di Orange e di Los Angeles, passando vicino a Disneyland ad Anaheim. La I-5 interseca la I-605 a Downey e la I-710 a Commerce prima di raggiungere Los Angeles.
All'East Los Angeles Interchange vicino a Downtown LA, la I-5 incrocia la US 101 ed inizia un breve tratto comune con la I-10. Dopo essersi staccata nuovamente dalla I-10, si dirige a nord-ovest per seguire il fiume Los Angeles attraversando Glendale e Burbank per poi attraversare la San Fernando Valley, il Newhall Pass fino a raggiungere la Santa Clarita Valley. Passa per la città di Santa Clarita e salle sulle montagne della Sierra Pelona, dove le corsie nord-sud si separano per circa 8 km. Attraversa poi lo stretto del Grapevine Canyon e scende per 19 km nella San Joaquin Valley. A Wheeler Ridge, all'estremità sud della valle, la State Route 99 si divide dalla I-5 per servire importanti città della Central Valley, mentre la I-5 rimane nella parte occidentale della Valley, attraversando terreni agricoli e rimanendo lontana da area popolate. Rimane comunque collegata ad importanti città della Valley tra cui Fresno, Merced e Modesto da altre autostrade secondarie. 
Arrivata a Tracy, la I-580 si divide dalla I-5 per fornire il primo dei numerosi collegamenti stradali con la Bay Area. La I-5 continua verso nord attraverso Stockton fino alla capitale californiana Sacramento, dove segue l'omonimo fiume lungo i quartieri periferici meridionali e il confine con Downtown Sacramento. La I-5 incrocia due autostrade transcontinentali nell'area di Sacramento: la US 50, a sud di Downtown e la I-80 nella periferia nord. L'autostrada svolta ad ovest per superare l'aeroporto e riprende il suo percorso in direzione nord-ovest a Woodland. Qui interseca la I-505, un altro connettore con la Bay Area di San Francisco. 
La I-5 prosegue verso nord lungo il confine occidentale della Sacramento Valley, anche qui attraversando terreni agricoli e diverse cittadine prima di raggiungere la fine della valle a Red Bluff. L'autostrada torna a seguire il fiume Sacramento lungo le pendici sud-occidentali del Monte Shasta e si dirige a nord-ovest per raggiungere Weed, dove incrocia la US 97, un'importante autostrada che serve l'Inland Northwest. 
Sui monti Siskiyou la I-5 termina il suo percorso in California ed entra in Oregon.

### Oregon
La I-5 entra in Oregon vicino al Siskiyou Summit, che si trova a 1.310 metri sopra il livello del mare, rendendolo il punto più alto dell'autostrada. Dalla vetta la I-5 scende attraversando Ashland e Medford, correndo parallela alla Oregon Route 99, e svolta ad ovest per seguire il fiume Rogue fino a Grants Pass, dove interseca la US 199. Da qui svolta a nord e attraversa una serie di passi sulle montagne Klamath, per raggiungere la Umpqua Valley. 
La I-5 entra nella Willamette Valley vicino a Cottage Grove e fa da confine tra le città di Eugene e Springfield. Dopo aver attraversato il fiume Willamette, interseca la Oregon Route 126 e prosegue verso nord attraverso terreni agricoli sul lato est del fiume, superando l'incrocio con la US 20 ad Albany e tagliando in due la parte orientale della capitale di stato Salem. È collegata al centro di Salem dalla Oregon Route 22 e dalla Salem Parkway, che si congiunge alla I-5 mentre l'autostrada attraversa il 45º parallelo nord vicino a Keizer.
Da Salem gira a nord-est ed attraversa Woodburn per poi attraversare nuovamente il fiume Willamette sul Boone Bridge a Wilsonville, all'estremità sud dell'area metropolitana di Portland. L'autostrada attraversa la periferia sud di Portland, intersecando la I-205 a Tualatin e la Oregon Route 217 a Tigard, prima di entrare in città. Da qui gira a nord-est per seguire Barbur Boulevard, percorrendo le Terwilliger Curves e proseguendo verso nord attraverso il quartiere di South Waterfront prima di raggiungere lo svincolo con la I-405.
La I-5 e la I-405 formano una sorta di tangenziale intorno al centro di Portland, con la I-5 che corre sulla parte orientale del fiume Willamette. Da qui prosegue verso nord lasciando l'Oregon ed entrando nello stato di Washington. 

### Washington
La I-5 inizia il suo percorso nello stato di Washington a Vancouver, all'estremità nord dell'Interstate Bridge ed intersecando immediatamente la Washington State Route 14 vicino al Fort Vancouver National Historic Site. Passa poi vicino al centro di Vancouver e prosegue verso nord attraverso i sobborghi della città. Dopo essersi unita alla I-205 a Salmon Creek, viaggia verso nord lungo il fiume Columbia fino a Kelso e Longview. Da qui piega verso nord-ovest per attraversare una grande prateria e le città di Chehalis e Centralia, in concomitanza con la US 12.
La I-5 prosegue sempre verso nord fino all'incrocio con la US 101 a Tumwater, vicino a Olympia e al Campidoglio di Stato. Costeggia il lato sud-est del centro di Olympia e si dirige ad est per attraversare la Joint Base Lewis - McChord e poi ancora verso nord per entrare a Tacoma, intersecando la I-705 leggermente più ad est. Lascia Tacoma e si dirige verso Seattle attraversando i sobborghi della contea di South King ed intersecando la I-405 a Tukwila, vicino all'aeroporto internazionale di Seattle-Tacoma. Segue i fiumi Green e Duwamish fino a Seattle. In città la I-5 interseca la I-90 vicino al Chinatown-International District, sul lato sud di Downtown. Svolta quindi verso nord-ovest e taglia in due il centro di Seattle, interseca la Washington State Route 520 a Eastlake e continua attraversando la parte settentrionale della città, passando per il distretto universitario vicino al campus dell'Università di Washington e al Green Lake, per poi lasciare Seattle.
Lasciata Seattle la I-5 prosegue verso nord nella Skagit Valley e attraversa Mount Vernon e Burlington prima di salire sulle Chuckanut Mountains e dirigersi a Bellingham Bay. Aggira il centro di Bellingham e continua verso il Canada terminando al Peace Arch Border Crossing, vicino all'omonimo monumento, nella città di Blaine. Da qui l'autostrada diventa la British Columbia Highway 99, continuando fino a Vancouver. 

## Tronchi per stato
| Interstate 5 |                     |      |                         |
| Tronco       | Inizio/Fine         | Area | Lunghezza               |
|              | Blaine Vancouver    | WA   | 445,18 km (276,62 mi)   |
|              | Portland Ashland    | OR   | 495,90 km (308,14 mi)   |
|              | Hornbrook San Diego | CA   | 1 281,89 km (796,53 mi) |